# Lijst van platenlabels F
Dit is een lijst van platenlabels met als beginletter een F.
- F Project
- F.A.N.3.
- F5 Records
- Fabrique Records
- Facedown Records
- Factory Records
- Faerie Dragon Records
- Faith & Hope
- Failsafe Records
- Fajalobie
- Falcon Records
- Fall Records
- Falling A Records
- Fall of the West Records
- Fallout Records
- Fällt
- Famous Records
- Fanfare Records
- Fania Records
- Fantastic Plastic Records
- Fantasy Records
- Fascination Records
- Fast Kill Records
- Fast Lyfe Records
- Fast Product
- FatCat Records
- Fat City Recordings
- Fat Hippy Records
- Fat Possum Records
- Fat Rat Records
- Fat Wreck Chords
- Fatal Recordings
- Father Yod
- Fathme Records
- Faultline Records
- Favored Nations
- FAX +49-69/450464
- F-Beat Records
- FCommunications
- FDM Records
- Fearless Records
- Fecal-Matter Discorporated
- Federal Records
- Feel The Quality Records
- Fellside Records
- Felony Records
- Felsted Records UK
- Felsted Records US
- Female Fun Records
- Fence Collective
- Fenway Recordings
- Ferret Music
- Fervent Records
- Fervor Records
- Festival Distribution
- Festival Records
- Fever Records
- FFRR Records
- Fiction Records
- Fiddler Records
- Field Records
- Fierce Angels
- Fierce Panda Records
- Fifth Colvmn Records
- File Thirteen Records
- Film Score Monthly
- FILMguerrero
- Filthy Little Angels
- Final Stand Records

- Finger Lickin' Records
- Fingerprint Records
- Finiflex Records
- F-IRE Collective
- Fire Records (UK)
- Fire Records
- Firebox Records
- Firecode Core
- Firefly Sessions
- Firestar Records
- FireStorm Productionz
- Firewall Division
- First Avenue Records
- First Cut Underground Recordings UK
- First National Records
- Fitamin Un
- Five Musicians
- Five-Sixty Recordings
- Flair Records
- Flameshovel Records
- Flamin Hotz Records
- Flashover Recordings
- Flashpoint Music
- Flat Earth Records
- Flattened Planet Records
- Flawless Records
- Fledgling Records
- Flemish Eye
- Flesh Bone Incorporated
- Flesh Eating Ants Records
- Flex Records
- Flicker Records
- Flicknife Records
- Flip Records (1950s)
- Flip Records (1994)
- Flipmode Records
- Flipside Records
- Floodgate Records
- Flow Factory Inc.
- Fly Records
- Flying Fish Records
- Flying Nun Records
- Flying Rhino Records
- Flying Tart
- Flyright Records
- Flyte Tyme Records
- FM Records
- FMP (Free Music Production)
- FMR Records
- FNC Entertainment
- Focus Group Holdings Limited
- Focus Media
- Fog City Records
- Fogarty's Cove Music
- Fokuz Recordings
- Foldback Records
- Folk-Legacy Records
- Folkways Records
- Fonal Records
- Fondle 'Em Records
- Fonit Cetra
- Fonix Musik
- Fonovisa Records
- Fontana Records
- Food Records
- Fools of the World
- Force Majeure Records
- The Ford Plant
- ForeFront Records

- Foreshadow
- Fork in Hand Records
- Forlane Records
- Formation Records
- Fort Knocks Entertainment
- Fortissimo Records
- Fortune Records
- Four Music
- Four Star Records
- Fourth And Broadway Records
- Fourth Dimension Records
- Fowl Records
- FR records
- Fragile Recordings
- Fraternity Records
- FRE Records
- Freak Recordings
- Freakdance Records
- Freakville Entertainment
- Freaky Records
- Fréa Records
- Fred Records
- Free Electric Sound
- Free Sample Zone
- Freebird Records
- Freedom From
- Freestyle Dust
- Free-Will
- Frenchkiss Records
- Fresh Records (UK)
- Fresh Records (US)
- Freshly Squeezed Music
- Freeground Records
- Frequency Deleted Records
- Friendly Fire Recordings
- Friendly Folk Records
- Frigital Records
- Fringe Product
- Frog Pad Records
- Frog Records
- Frogville Records
- From the Heart Records
- From the Hip Records
- Frontier Records
- Frontiers Records
- Frontline Records (1980s)
- Frontline Records (1990s)
- FS Studios
- FSUK Records
- FTD Records
- Fuckit Tapes
- Fuel 2000
- Fueled by Ramen
- Fueradeserie!
- Full Cycle Recordings
- Full Effect Records
- Full Moon Productions
- Full Moon Records (Australia)
- Full Moon Records (US)
- Fullsteam Records
- Full Surface Records
- Funkular!? Records!
- Funtrip Records
- Funzalo Records
- Further Beyond Records
- Fury Records
- Fusion III
- Fusion Records
- FutureClassics
- Future Farmer Records
- Future Sound Corporation
- Future Star Music Group
- Futurestep Revolution